# TSG Pasing
Der Turn- und Sportgemeinde Pasing von 1888 e. V. ist ein deutscher Sportverein mit Sitz im Stadtteil Pasing der bayerischen Landeshauptstadt München.

## Geschichte

### Gründung bis Zweiter Weltkrieg
Der Verein wurde am 1. August 1888 als reiner Turnverein als Antwort auf die bereits zahlreich bestehenden Münchener Turnvereine gegründet. Mit den Jahren entwickelte sich der Verein und es kamen ständig neue Mitglieder hinzu. Eine Fußball-Abteilung kam schließlich im Jahr 1909 hinzu. Zudem etablierte sich 1911 die Hockey-Abteilung und 1913 eine Leichtathletik-Abteilung. Bedingt durch den Ersten Weltkrieg kamen die sportlichen Aktivitäten jedoch erst einmal zum Erliegen. Der während des Krieges aufgebaute Sportplatz konnte nach dem Ende dessen 1919 in Betrieb genommen werden. Im gleichen Jahr schloss sich die Sportvereinigung Pasing dem Verein an. Daraufhin wurde der Name des Vereins in Turn- und Sportverein Pasing geändert. Die Sportvereinigung sollte den Turnverein jedoch bereits im Jahr 1922 wieder verlassen. Somit beherbergte der Verein von nun an nur noch die Turner und die Hockeyspieler. 1930 wurde die Handball-Abteilung gegründet. Mit den Jahren entstand immer mehr die Bestrebung nach einer erneuten Zusammenführung des Turnvereins mit dem Sportverein. Dies sollte schließlich am 19. Juni 1935 gelingen. Damit entstand der bis heute gültige Name Turn- und Sportgemeinde Pasing.
In den folgenden Jahren schaffte die Hockey-Abteilung den Aufstieg in die höchste bayerische Spielklasse. Die Herren-Mannschaft erreichte während dieser Zeit das Finale der Deutschen Meisterschaft 1941, verlor dort aber mit 1:0 gegen den Berliner HC. Der restliche Spielbetrieb der Abteilungen kam durch den Ausbruch des Zweiten Weltkriegs mehr und mehr zum
Erliegen. In dieser Zeit mussten Spielgemeinschaften mit anderen Vereinen eingegangen werden, um überhaupt noch am Spielbetrieb teilnehmen zu können, doch auch diese sollten nicht lange überdauern.

### Nachkriegszeit
Nach dem Kriegsende konnte der Vereinsbetrieb schnell wieder aufgenommen werden. Den Fußballern gelang zur Saison 1957/58 aus der 2. Amateurliga der Aufstieg in die 1. Amateurliga Bayern. Mit 28:32 Punkten schloss die Mannschaft die Spielzeit auf dem neunten Platz der Staffel Süd ab. Nach der Saison 1958/59 reichte es dann aber nur noch für den 16. Platz, die Mannschaft musste in die 2. Amateurliga absteigen. Die Herren der Hockey-Abteilung erreichten in dieser Zeit die Endrunde um die deutsche Meisterschaft im Hallenhockey 1962, die erste Austragung dieses Wettbewerbs. Mit 1:9 Punkten kam die Mannschaft in ihrer Gruppe A jedoch nur auf den vorletzten vierten Platz.

### 1980er Jahre
Nachdem die Damen Anfang der 1980er Jahre bereits in der Hallenhockey-Regionalliga Süd stets eine ordentliche Rolle spielten, gelang ihnen mit dem vierten Platz in der Liga im Jahr 1982 die Qualifikation zur neu eingeführten Bundesliga ab der Saison 1982/83. Dort spielte die Mannschaft jedoch eher in den unteren Gefilden mit und musste sich bereits nach der Folgesaison als Letzter der Gruppe Süd wieder aus dem Oberhaus verabschieden und in die Regionalliga absteigen. Die Fußball-Abteilung war in dieser Zeit in der Landesliga relativ erfolgreich.

### 2000er Jahre
In der Saison 2004/05 spielte die erste Fußball-Mannschaft in der Bezirksliga Oberbayern. Mit 28 Punkten endete die Spielzeit auf dem 14. Platz, womit man nach Saisonende in die Kreisliga München abstieg. Hier konnte sich der Verein bis zur Spielzeit 2007/08 halten, danach ging es über den 13. Platz mit 20 Punkten weiter runter in die Kreisklasse. In der Saison 2013/14 erreichte die Mannschaft mit 62 Punkten die Meisterschaft und konnte somit in die Kreisliga zurückkehren. Am Ende der Spielzeit 2015/16 stand die Mannschaft mit 29 Punkten auf dem 11. Platz und musste in einer Abstiegsrelegation gegen den FC Wacker München, verlor Hin- und Rückspiel und musste wieder in die Kreisklasse absteigen. Mit 54 Punkten endete die Saison 2018/19 in der Kreisklasse auf dem zweiten Platz, womit sich der Verein für die Aufstiegsrelegation qualifizieren konnte. Dort traf die Mannschaft auf die zweite Mannschaft des TSV Neuried. Nach einem 0:1-Sieg unterlag die TSG auch zu Hause mit 0:2 zuhause und verpasste den Aufstieg. Die Mannschaft spielt heute (Stand 2023/24) in der Kreisklasse 2.
Die Handball-Abteilung bildet seit 2010 mit der des SV Untermenzing und des ESV München eine Spielgemeinschaft. Im Hockey spielt die Herren-Mannschaft derzeit in der Oberliga. Die Damen treten in einer SG mit der TuS Obermenzing als TuS Obermenzig II in Wettbewerben an.

## Persönlichkeiten
- Karl-Heinz Wildmoser (1939–2010), Fußballspieler in der Jugend, später Präsident beim TSV 1860 München
- Ferdinand Keller (1946–2023), Fußballspieler in der Jugend, später u. a. deutscher Nationalspieler und beim TSV 1860 München sowie dem HSV aktiv
- Magdalena Frey (Handballnationalspielerin)